# Face/Off
Face/Off (Finland: Face/off - två ansikten) är en amerikansk action-thrillerfilm som hade biopremiär i USA den 27 juni 1997, i regi av John Woo med John Travolta och Nicolas Cage i huvudrollerna.

## Handling
FBI-agenten Sean Archer som skulle mördas av terroristen Castor Troy sex år tidigare, men Seans son Michael dog istället. Sean Archer, som jobbat med detta fall i sex år, får till slut fast Castor Troy och kan äntligen avsluta fallet.
Men då får man veta att Castor "Cas" Troys lillebror, Pollux Troy, har tillverkat en bomb och att Cas själv har aktiverat den i ett stort konferenscenter, där många människor tillbringar sin dag. Den enda utvägen för Sean och resten av invånarna i L.A är att Sean måste bli Cas och få reda på koden som avaktiverar bomben. Pollux Troy är den enda som kan denna kod, men Sean får bara reda på var bomben är placerad. För under tiden har Castor, som legat i koma, plötsligt vaknat. Alla som kände till att Sean har bytt ansikte med Castor har blivit dödade, men först efter att Castor antagit Seans skepnad. Alla tror att den gode är ond. Och alla tror att den onde är god.

## Om filmen
Filmens ljudtekniker Per Hallberg nominerades till en Oscar för bästa ljudredigering för sitt arbete med ljudet i Face/Off.

## Citat
- I can eat a peach for hours
- In order to catch him, he must become him.
- It's like looking in a mirror - only not
- Only one will survive
- To destroy your enemy, you must find him, face him, and then... become him.

## Rollista (i urval)
- John Travolta - Sean Archer/Castor Troy
- Nicolas Cage - Castor Troy/Sean Archer
- Joan Allen - Dr. Eve Archer
- Alessandro Nivola - Pollux Troy
- Gina Gershon - Sasha Hassler
- Dominique Swain - Jamie Archer
- Nick Cassavetes - Dietrich Hassler
- Harve Presnell - Victor Lazarro
- John Carroll Lynch - Fängelsevakt
- C.C.H. Pounder - Dr. Hollis Miller
- Robert Wisdom - Tito Biondi
- James Denton - Buzz
- Danny Masterson - Karl

## Om filmen
Filmen hade Sverigepremiär den 8 oktober 1997.

### Fotnoter
1. ↑  ”Face/Off” (på engelska). Box Office Mojo. 27 juni 1997. http://www.boxofficemojo.com/movies/?id=faceoff.htm. Läst 10 september 2016.
2. ↑  ”Face/Off”. Svensk filmdatabas. 8 oktober 1997. http://www.sfi.se/sv/svensk-filmdatabas/Item/?itemid=32453&type=MOVIE&iv=Basic. Läst 10 september 2016.